# Palais Cendon
Le palais Cendon ou les palazzetti Cendon est un palais de Venise, calle Cendon sur le canal de Cannaregio dans le sestiere de Cannaregio (N.A. 534-535).

## Historique
C'est en 1437 que débute la construction de cette résidence d'une riche famille de marchands vénitiens, les Cendon ou Centon. Cette famille a prospéré à Rome et à Parme, ensuite à Padoue et à Venise. Selon les chroniques, les Cendon ont eu une grande réputation parmi les marchands de rue; ils se sont apparentés à des familles nobles; ils ont acquis de nombreuses richesses et ont bâti plusieurs immeubles à Cannaregio. En 1530, le palais a été agrandi.  
Vers le XVIIe siècle, une chapelle a été construite dans l'église San Giobbe par la famille. On peut y voir le nouveau blason représentant un lion sur un escalier, modifié par rapport à l'original du XVe siècle, présent dans le palais.

## Description
Restauré à la fin du XXe siècle, il est un bon exemple d'un palais gothique du XIVe siècle avec des fenêtres de troisième ordre (dans la partie plus ancienne à gauche) et deux loggias de cinquième ordre dans la partie droite.
Sous le balcon de la façade du palais on aperçoit une arme gentilice. Au milieu du bouclier, elle porte un pieu avec trois étoiles; sur le côté supérieur et inférieur on lit une inscription gravée: Centonia. Fam. Nob. Olim Rom. Parm. Q. Ex. Qua Pata et Vene. Civil. MCCCCXXXVII.